# Nototeri
Els nototeris (Nototherium) són un gènere extint de marsupials diprotodonts de la família dels diprotodòntids que visqueren a Oceania entre el Pliocè i el Plistocè superior. Se n'han trobat restes fòssils a Austràlia i Papua Nova Guinea. Tenien les dents molars de tipus hipsodont i pesaven mitja tona. El nom genèric Nototherium significa ‘bèstia del sud’ en llatí. La validesa d'algunes de les espècies assignades a aquest grup és objecte de debat.